# Röjningsskydd
Röjningsskydd är en intern eller extern anordning till en mina för att förhindra/försvåra röjningen av minan. Det kan bestå i en laddning under minan som detonerar när den lyftes, som till exempel en osäkrad handgranat, eller en annan mina.